# Ctenus goaensis
Ctenus goaensis là một loài nhện trong họ Ctenidae.
Loài này thuộc chi Ctenus. Ctenus goaensis được miêu tả năm 2008 bởi Bastawade & Borkar.
1. ↑  Platnick, Norman I. (2010): The world spider catalog, version 10.5. American Museum of Natural History.

biologie|2011|10|21}}